# Queen Mary Reservoir
Le réservoir Queen Mary est l'un des plus grands réservoirs de Londres fournissant de l'eau douce à Londres et à certaines parties des comtés environnants, et est situé dans l'arrondissement de Spelthorne dans le Surrey. Le réservoir couvre 286 ha et est de 14 m au-dessus de la zone environnante.

## Emplacement
Le réservoir Queen Mary est situé au sud d'Ashford et à l'est de Laleham. Il se trouve au sud de l'A308 et à son point le plus proche 400 m nord-ouest de l'autoroute M3. L'aéroport d'Heathrow est à 6 km au nord du réservoir.
Le réservoir était autrefois conçu comme faisant partie du comté de Middlesex. En 1965, les districts urbains de Staines et de Sunbury-on-Thames furent transférés au comté de Surrey. L'arrondissement de Spelthorne fut formé en 1974, incorporant les districts urbains de Staines et Sunbury-on-Thames. Le réservoir est maintenant conçu comme faisant partie du comté de Surrey.

## Histoire
La construction du réservoir Littleton fut autorisée en vertu des dispositions du Metropolitan Water Board (Various Powers) Act 1921 (11 & 12 Geo. 5, c.cxv). Il fut conçu par l'ingénieur en chef du conseil Henry Stilgoe (1867-1943) et achevé en décembre 1924. Certaines sources affirment que le réservoir fut conçu par John Watson Gibson pour le Metropolitan Water Board,. Il fut officiellement inauguré par le roi George V en juin 1925 sous le nom de Queen Mary Reservoir, rebaptisé d'après la reine consort, Mary de Teck ; une plaque commémore l'événement. C'était le plus grand réservoir du monde à cette époque.
En 1943, pendant la Seconde Guerre mondiale, le réservoir fut utilisé pour tester les submersibles. Le submersible fut surnommé "Sleeping Beauty (en)". En 2010, le prince Philip visita le réservoir pour dévoiler une réplique moderne des submersibles testés ici. Le modèle est exposé au musée Eden Camp près de Malton, North Yorkshire.

## Structure
Le remblai du réservoir a un noyau d'argile corroyée (puddle clay) s'étendant vers le bas dans l'argile de Londres et des accotements de gravier/terre en pente de 1 sur 3. Le haut du remblai est à 12 m au-dessus du terrain environnant. Les principaux paramètres d'ingénierie sont:
| Paramètre                   | Valeur                  |
| --------------------------- | ----------------------- |
| Hauteur maximale du remblai | 12 m                    |
| Longueur du remblai         | 6 324 m                 |
| Capacité totale             | 30,4 × 106 m3           |
| Superficie                  | 2,863 km2               |
| Capacité d'entrée           | 770 × 103 m3/j          |
| Tirage d'urgence            | 0,75 mètre en 24 heures |

Le réservoir est doté d'un brise-lames central en gravier/terre de 1 km allant du nord au sud et conçu pour réduire l'action des vagues.

## Opération
L'eau est prélevée de la Tamise en aval de Penton Hook Lock (en) jusqu'à 910 000 m3 et s'écoule via l'aqueduc de Laleham de 1,26 km jusqu'à une station de pompage (51° 24′ 56″ N, 0° 28′ 36,9″ O) au niveau de la digue ouest du réservoir. La station de pompage soulève l'eau dans le réservoir. Une tour de sortie est adjacente au remblai nord-est (51° 25′ 17,4″ N, 0° 26′ 57,1″ O). L'eau est évacuée dans l'aqueduc des réservoirs de Staines qui longe le nord du réservoir jusqu'aux usines de traitement des eaux de Kempton Park et Hampton.
Le Metropolitan Water Board a exploité le réservoir jusqu'à ce que le Board soit aboli en 1974 en vertu des dispositions de la Water Act 1973 (c. 37), propriété et contrôle transférés à la Thames Water Authority. En vertu des dispositions du Water Act 1989 (c. 15), la Thames Water Authority fut privatisée sous le nom de Thames Water.
Le sable et le gravier étaient autrefois dragués du réservoir, rendant le fond inégal et affectant la circulation de l'eau. En 2008, Thames Water modélisa numériquement le fond pour identifier les points hauts où les agrégats pourraient être éliminés. La planification fut approuvée pour retirer 1,25 million de tonnes de granulats et les deux tiers du brise-lames. Cela augmenta la capacité du réservoir de 1,26 %. Une jetée et une installation de traitement des agrégats furent construites du côté ouest du réservoir juste au nord de la prise d'eau.
Le taux de rabattement d'urgence (le taux auquel le niveau d'eau dans le réservoir peut être réduit) était d'environ 0,25 mètre par jour. Les inspections menées en 2005-07 révélèrent que cela était insuffisant et proposèrent que le rabattement soit de 0,75 m par jour tel que défini dans les dispositions de la loi de 1975 sur les réservoirs. Ceci fut réalisé en installant deux tuyaux de siphon de 1,6 m de diamètre sur le remblai. Les vannes contrôlant l'écoulement ont une hauteur de 13 m et une capacité de débit de 13 m3/s. Les tuyaux d'évacuation mesurent 250 m de long et se déversent dans l'aqueduc de Laleham, renvoyant l'eau vers la Tamise.
Le réservoir et les terres à l'ouest sont appelés sites d'importance pour la conservation de la nature, couvrant quelque 360 ha et réputés pour la diversité de leurs oiseaux.
Le Queen Mary Sailing Club est un club de voile sur le réservoir. Il possède une filiale, Queen Mary Sailsports, réunissant toutes les opérations de formation «en interne».

## Voir également
- London water supply infrastructure (en)